# محمدحسین آیرم
محمدحسین آیرُم (۱۲۶۱–۱۳۲۷) سرلشکر ارتش و رئیس شهربانی و مؤسس اداره سیاسی شهربانی در دورهٔ رضاشاه بود. او در زمان سردارسپه فرمانده تیپ مستقل شمال بود. سپس به آذربایجان و پس از مدتی به تهران منتقل شد. سپس به ریاست نظمیه منصوب شد و قدرت و ثروت عظیمی از این راه جمع‌آوری کرد.

## تحصیلات مقدماتی نظام
محمدحسین آیرم در سال ۱۸۸۲ میلادی در باکو به دنیا آمد. خانوادهٔ آیرم از خانواده‌هایی بودند که غالب جوانان آن جذب قزاقخانه شدند. محمدحسین پس از انجام تحصیلات مقدماتی عازم سن پترزبورگ شد و تحصیلات نظامی خود را ادامه داد و دورهٔ ستاد و فرماندهی را نیز در آن کشور به اتمام رسانید و علاوه بر زبان روسی زبان فرانسه را به‌خوبی فرا گرفت. آیرم مقارن مشروطیت به ایران آمد و با درجهٔ نایب اولی (ستوان یکمی) در قزاقخانه استخدام شد.

## قزاقخانه
در آن زمان فرمانده قزاقخانه کلنل لیاخوف بود. محمدحسین به دلیل برخورداری از قد و قامت بلند و معلومات نظامی مورد توجه لیاخوف قرار گرفت و با ارتقا به درجهٔ سلطانی (سروانی) آجودان وی شد. سپس مدارج ترقی را به سرعت طی کرد و به درجهٔ یاوری (سرگردی) و سرهنگی رسید و سمت آجودان کل دیویزیون (لشکر) قزاق را پیدا کرد و در زمان پالکونیک پرازارکویچ که مصادف با خاتمهٔ جنگ جهانی اول بود با ارتقا به درجهٔ سرتیپی، رئیس آتاماژور (ستاد) شد. آیرم چند سالی در این سمت بود تا تغییر کرد. سپس قزاقخانه را ترک کرده به روسیه رفت و بعد از کودتای ۱۲۹۹ مجدداً به ایران بازگشت.

## قشون متحدالشکل
آیرم پس از ورود به ایران با یک درجه تنزل (سرهنگی) به استخدام قشون متحدالشکل درآمد و با سمت فرماندهی فوج (هنگ) مازندران به ساری رفت. کمی بعد افواج گیلان و مازندران در هم ادغام شدند و تیپ مستقل شمال به وجود آمد و سرهنگ آیرم با ارتقا به درجه سرتیپی فرمانده تیپ شد. در بهار سال ۱۳۰۴ به او دستور داده شد که تیپ شمال را به سرتیپ فضل‌الله‌خان زاهدی تحویل داده و به تبریز برود. آیرم به تبریز رفت و جانشین سرلشکر عبدالله‌خان امیرطهماسبی شد. در اردیبهشت ماه ۱۳۰۵ رضاشاه تاجگذاری کرد و محمدحسین آیرم جزو افسرانی بود که به ژنرال آجودانی شاه برگزیده شدند. کمی بعد واقعهٔ قیام پادگان سلماس روی داد و در نتیجه آیرم به تهران احضار و منتظر خدمت شد. پس از مدتی ریاست دژبان تهران را به او سپردند. پس از آن ریاست یکی از هیئت‌های تفتیش را به او دادند.

## ریاست شهربانی
روز بیستم اسفند ماه ۱۳۰۹ زندانیان زندان قصر شورش کرده و عده‌ای از محبوسان نیز فرار کردند. پس از آن سرتیپ زاهدی، رئیس وقت شهربانی، خلع درجه شد و به زندان افتاد. رضاشاه دستور احضار محمدحسین آیرم را که در اروپا به سر می‌برد داد. سرتیپ آیرم روز اول فروردین ۱۳۱۰ وارد تهران شد و همان روز فرمان ریاست نظمیهٔ کل مملکتی را گرفت. از جملهٔ اولین اقدامات آیرم در این مقام تشکیل ادارهٔ سیاسی بود؛ کار این اداره صرفاً پیرامون رفتار، کردار و گفتار دولتمردان بود و همه‌روزه گزارش‌هایی از همهٔ مقامات برای شاه ارسال می‌شد. آیرم در فروردین ۱۳۱۲ (همان سالی که تیمورتاش و سردار اسعد در زندان به قتل رسیدند) درجهٔ سرلشکری گرفت. کمی بعد سرهنگ فضل‌الله بهرامی رئیس ادارهٔ سیاسی جانشین کریم‌آقا بوذرجمهری در شهرداری تهران شد و امور املاک اختصاصی پهلوی نیز تحت تسلط آیرم قرار گرفت. آیرم تا نیمه‌های سال ۱۳۱۴ همه‌کارهٔ کشور بود.
آیرم در رأس شهربانی، قدرت بی‌حد و حصری یافت و در اندک زمانی توانست اعتماد کامل رضاشاه را به خود جلب کند. در دوره او شهربانی به اوج قدرت رسید و «مالک‌الرقاب جان و مال مردم» شد. مخالفان سیاسی و سایر مردم، تحت کنترل شدید و مراقبت‌های تمام نشدنی شهربانی قرار گرفتند. حتی رجال و کارگزاران وفادار به رضاشاه هم از تیر گزند شهربانی در امان نبودند و پیوسته از آزار رسانی‌ها و پرونده‌سازی‌های شهربانی در هراس بودند. آیرم بسیاری از رقبای سیاسی و نظامی خود را از اطراف رضاشاه دور کرد و با فراهم آوردن هر آنچه رضاشاه دلخواهش بود، خود را به او نزدیک ساخت. جاسوسان و دستگاه اطلاعاتی امنیتی شهربانی در دوره آیرم تمام دوایر دولتی و حکومتی را تحت مراقبت‌های شدید قرار داده، مخالفان حکومت را تعقیب می‌کردند؛ در همان حال، مطبوعات در آن دوره تحت شدیدترین سانسورها و نظارتها قرار داشتند و امنیت اجتماعی و حتی فردی مردم نیز از سوی جاسوسان و خبرچینان پرشمار شهربانی سلب شد. در همان حال، آیرم از هر راهی برای ثروت‌اندوزی و کسب مال و مکنت منقول و غیرمنقول وارد می‌شد. به واسطه ازدواج فرزندش با خواهرزن رضاشاه، بیش از هر زمان دیگر به خاندان سلطنت نزدیک شد و برای شخص رضاشاه هم املاک و ثروت بسیاری فراهم آورد. همواره مواظب بود سوءظن شاه را نسبت به خود و شهربانی برنینگیزاند. اما نزدیکی آیرم به رضاشاه و قدرت مهارنشدنی او در رأس شهربانی، چندان دوام نیاورد. رضاشاه به تدریج، چنان‌که شیوة او بود، نسبت به آیرم و اعمال او ظنین شد. البته این بار آیرم بر رضاشاه پیشدستی کرد و قبل از آن که به تیر خشم رضاشاه گرفتار آید به بهانه معالجه بیماری راهی خارج از کشور شد و به رغم پیگیریهای رضاشاه، دیگر به کشور بازنگشت.

## فرار به آلمان
چندی بعد آیرم با فراست متوجه شد که از چشم رضاشاه افتاده‌است و به‌زودی احتمال خلع و حتی دستگیری وی وجود دارد؛ لذا به‌طور ناگهانی به لال شدن تمارض نمود و موفق شد به بهانهٔ معالجه به آلمان بگریزد. با ورود وی به آلمان به رضاشاه خبر رسید که زبان آیرم مجدداً باز شده‌است. رضاشاه که خود را تحقیر شده می‌دید، تلگرافی به ضمیمهٔ هزار لیره انعام معالجه برای آیرم فرستاد و از او دعوت کرد که برای تقدیر از زحماتش به ایران بازگردد. لیکن آیرم پس از دریافت انعام و تشکرات پادشاه، جواب داد که پزشکان بازگشت وی را به کشور مصلحت نمی‌دانند. آیرم دیگر هرگز به ایران بازنگشت.

## دولت ایران آزاد
بعد از شهریور ۱۳۲۰ سرلشکر آیرم در فکر تشکیل ایران آزاد در آلمان افتاد و ابتدا به سراغ عدل‌الملک دادگر یکی از رؤسای مجلس در دورهٔ رضاشاه رفت. آیرم در پاریس با وی ملاقات کرد اما نتوانست نظر موافق وی را جلب کند. لاجرم به‌تنهایی دست به کار شد و دولتی تشکیل دادند که بی‌حاصل بود.

## درگذشت
طبق گفته مسعود بهنود، آیرم توسط گماشتهٔ ایران تیمورتاش دختر عبدالحسین تیمورتاش به خونخواهی پدرش در قایق تفریحی خود مورد سوءقصد قرار گرفت؛ آیرم در سال ۱۳۲۶ در یکی از بیمارستان‌های اتریش تحت عمل جراحی قرار گرفت، ولی جان به سلامت نبرد و در ۱۱ فروردین ۱۳۲۷ در لیختن‌اشتاین درگذشت.